# Colle Ben Mulè
Il Colle Ben Mulè (1657 m, anche riportato come Colle Bè Mulè) è un passo non automobilistico che collega la bassa Valle di Susa alla Val Sangone, in Piemonte.

## Caratteristiche

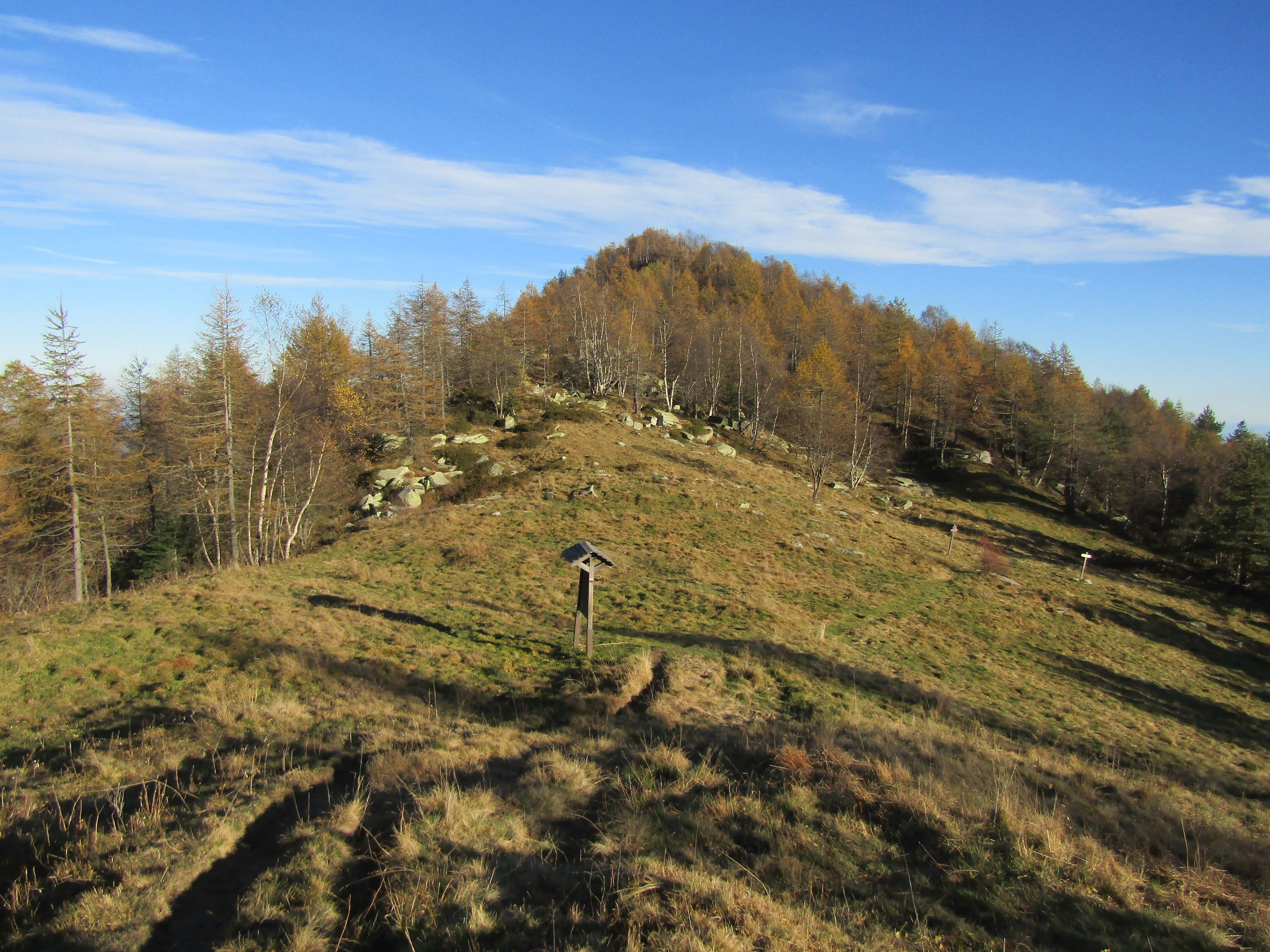
Vista da ovest

Il colle è collocato lungo lo spartiacque tra la bassa Val Susa e la Val Sangone, sul lato settentrionale della valle del Sangonetto (Val Sangone). A ovest del punto di valico si trova la Punta dell'Orso, a est la Punta del Loson. Secondo la classificazione orografica SOIUSA il colle è situato nelle Alpi Cozie, Sottosezione Alpi del Monginevro, nel Gruppo dell'Orsiera.

## Escursionismo
Il valico si può raggiungere per sentiero da Tonda, una frazione di Coazze,. Per il colle transita anche il Sentiero dei Franchi.